# Rami Rantanen
Rami Rantanen (ur. 25 listopada 1968 w Helsinkach) – fiński piłkarz występujący na pozycji pomocnika. 

## Kariera klubowa
Rantanen karierę rozpoczynał w 1987 roku w pierwszoligowym zespole HJK. W sezonach 1987 oraz 1988 zdobył z nim mistrzostwo Finlandii. W 1989 roku odszedł do także pierwszoligowego Reipasu i występował tam przez kolejne dwa sezony. W 1991 roku przeszedł do FC Kuusysi, z którym w sezonie 1991 wywalczył mistrzostwo Finlandii.
W 1992 roku Rantanen wrócił do HJK. W sezonie 1992 zdobył z nim mistrzostwo Finlandii, a w sezonie 1993 - Puchar Finlandii. Po trzech sezonach w HJK, przeniósł się do szwedzkiego Trelleborgs FF, grającego w pierwszej lidze. Spędził tam trzy sezony, a potem wrócił do Finlandii, gdzie został graczem pierwszoligowego PK-35. Grał tam przez jeden sezon.
Następnie Rantanen przeszedł do Jokeritu, z którym w sezonie 1999 wywalczył Puchar Finlandii, a w sezonie 2000 wicemistrzostwo Finlandii. W 2001 roku został zawodnikiem beniaminka pierwszej ligi - Atlantisu. W sezonie 2001 triumfował z nim w rozgrywkach Pucharu Finlandii. W 2002 roku odszedł do AC Allianssi. W sezonie 2004 wywalczył z nim wicemistrzostwo Finlandii, po czym zakończył karierę.

## Kariera reprezentacyjna
W reprezentacji Finlandii Rantanen zadebiutował 20 stycznia 1993 w zremisowanym 0:0 towarzyskim meczu z Indiami. 9 maja 2001 w zremisowanym 1:1 towarzyskim pojedynku z Estonią strzelił swojego jedynego gola w kadrze. W latach 1993–2001 w drużynie narodowej rozegrał 19 spotkań.